# Hellion
Hellion ist eine US-amerikanische Heavy-Metal-Band aus Kalifornien.

## Geschichte
1982 gründete sich Hellion um die Sängerin Ann Boleyn in Los Angeles. Die Gruppe begann als Coverband und spielte diverse Klassiker des Hard Rocks von Ozzy Osbourne, Scorpions und AC/DC nach. Boleyn begann eigentlich als Keyboarderin der Gruppe, übernahm aber schon nach kurzer Zeit den Gesang.
Die Gruppe erarbeitete sich in der Clubszene einen guten Ruf und wurde vom Streetzine-Magazin zur „besten Metalband LAs“ gewählt. Gegen Ende 1982 nahm Mystic Records, ein Punk Label aus Hollywood, die Band unter Vertrag. Kurz vor der Aufnahme verließ allerdings Peyton Tuthill die Band, da er nichts mit der okkulten Seite Ann Boleyns anfangen konnte und wurde durch Rik Foxx ersetzt, der jedoch die Band nach sehr kurzer Zeit wieder verließ. In der letzten Minute wurde er durch Brian West ersetzt. Einige Monate später wurde dann zusammen mit Bitch eine Single veröffentlicht. 1983 hatte Hellion ein richtiges Line-up mit dem Bassisten Bill Sweet und einem zweiten Lead-Gitarristen, Alan Barlam.
In der Hoffnung, bei einem größeren Label unter Vertrag zu kommen, ging die Band in das Fiddler’s Studio in Hollywood, um ein Demo aufzunehmen. Die Basic Tracks wurden an einem Abend aufgenommen, zwischen Mitternacht und 7 Uhr früh. Gitarrensoli und Gesang und der Schlussmix folgten am nächsten Tag. Der erhoffte Plattenvertrag kam jedoch nicht zustande. Weil die Band nicht die Möglichkeiten hatte, genügend Demo-Kassetten herzustellen, gründete sie Bongus Lodus Records und stellte ihre erste Platte selbst her. Die 12’’ wurde seinerzeit auch im Kerrang und im Aardschok in den Importcharts geführt. Daraufhin wurde die in London ansässige Plattenfirma Music for Nations hellhörig. Sie nahm Hellion unter Vertrag, sodass sie ihre erste, selbstbetitelte Mini-LP im Januar 1984 veröffentlichen konnten. Die Gruppe ging dann auf eine chaotische Tour durch Großbritannien und spielte im legendären Marquee Club. Die schlechte Organisation und völlig überstürzte Tour brachte Hellion aber an den Rand des finanziellen Ruins.
Obwohl sie Erfolg in England hatten, und später auch Unterstützung durch Ronnie James Dio und seinen Managern Wendy Dio und Curt Lorraine erhielten, hatten sie immer noch keinen Plattenvertrag in Amerika. Daraufhin trennten sich die Mitglieder der Band Anfang 1985 wieder. Ann Boleyn suchte sich neue Mitglieder zusammen. Die ehemaligen Mitglieder gründeten die Gruppe Burn. 
Ann Boleyn nahm mit Alex Campbell (Bass), Chet Thompson (Gitarre) und Greg Pecka (ex-Dokken, Schlagzeug) ein neues Demo auf, kurz darauf folgte das Debütalbum Screams in the Night. Auch dieses Line-up zerbrach jedoch recht schnell, als die drei neuen Mitglieder mehr in die kommerziellere Hair-Metal-Richtung gehen wollten.
1988 erschien Postcards from the Asylum, wieder mit dem Line-up der ersten Mini-LP, lediglich ohne Glenn Cannon, der durch Dave Dutton ersetzt wurde. 1989 gründete Boleyn ihr eigenes Label New Renaissance und veröffentlichte dort (wieder mit neuem Line-up) die LP The Black Book. Das Konzeptalbum erzählt die Geschichte von Boleyns Familie, die über magische Fähigkeiten verfügen würde. Das Konzept wurde besonders in der ehemaligen Sowjetunion populär und so spielte Hellion dort eine Tournee. Anschließend löste sich die Gruppe allerdings auf.
2003 kehrte Hellion zurück und veröffentlichte das Album Will Not Go Quietly. Im Jahr 2014 stieg Maxxxwell Carlisle als Gitarrist ein.

## Diskografie

### Studioalben
- 1987: Screams in the Night
- 1991: The Black Book
- 2003: Will Not Go Quietly

### Livealben
- 1999: Live and Well in Hell (wurde im selben Jahr auch unter der Bezeichnung The Live "Uh Oh!" Album veröffentlicht; aufgenommen am 30. März 1984 im D’Anza Theater in Riverside)
- 2002: Cold Night in Hell (aufgenommen am 22. Dezember 1984 im Country Club in Los Angeles)

### Kompilationen
- 1999: Up from the Depths
- 2014: To Hellion and Back

### EPs
- 1983: Hellion (wurde 1986 mit dem Song „Fire“ statt „Lookin’ for a Good Time“ wiederveröffentlicht)
- 1988: Postcards from the Asylum
- 1999: The Witching Hour (enthält Demoaufnahmen aus dem Jahr 1986)
- 2014: Karma’s a Bitch

### Singles
- 1983: Driving Hard
- 1987: Screams in the Night

### Split-Singles
- 1983: Bitch: „I’m in Love“ (A-Seite)/Hellion: „Nightmares“ (B-Seite)

### Auf Various-Artists-Kompilationen veröffentlichte Non Album Tracks
- 1983: „Nightmares“ (The Sound of Hollywood Girls)